# Campionato italiano di hockey su ghiaccio 1949-1950
Il Campionato italiano di hockey su ghiaccio 1949-50 fu la 17ª edizione del campionato nazionale.

## Serie A
Il campionato vede la conferma sia delle squadre (con l'eccezione del Tofana, sostituito dall'Auronzo) che della formula del campionato precedente.

### Formazioni
- Girone A: Alleghe HC, Asiago Hockey AS e HC Milano
- Girone B: HC Auronzo, SG Cortina e Diavoli Rossoneri Milano
- Girone C:  Amatori Milano, HC Bolzano ed Ortisei

### Gironi eliminatori

#### Girone A
Disputato ad Alleghe.
- Alleghe - Milano 0-14
- Milano - Asiago 21-2
- Alleghe - Asiago 7-4

| Girone A | Girone A  | Girone A |
| -------- | --------- | -------- |
| Pos.     | Squadra   | Punti    |
| 1.       | HC Milano | 4        |
| 2.       | Alleghe   | 2        |
| 3.       | Asiago    | 0        |

#### Girone B
Disputato ad Auronzo di Cadore. Vista l'impossibilità di utilizzare i giocatori stranieri tesserati e di tesserare giocatori italiani impegnati nel campionato svizzero, alla vigilia delle partite i campioni in carica dei Diavoli Rossoneri danno forfait.
- Auronzo - Cortina 5-9
- Diavoli Rossoneri - Cortina  forfait dei Diavoli Rossoneri
- Auronzo - Diavoli Rossoneri  forfait dei Diavoli Rossoneri

| Girone B | Girone B                 | Girone B |
| -------- | ------------------------ | -------- |
| Pos.     | Squadra                  | Punti    |
| 1.       | Cortina                  | 4        |
| 2.       | Auronzo                  | 2        |
| 3.       | Diavoli Rossoneri Milano | 0        |

#### Girone C
Disputato ad Ortisei.
- Ortisei - Amatori Milano 1-3
- Amatori Milano - Bolzano 2-2
- Ortisei - Bolzano 5-0

| Girone C | Girone C       | Girone C |
| -------- | -------------- | -------- |
| Pos.     | Squadra        | Punti    |
| 1.       | Amatori Milano | 3        |
| 2.       | Ortisei        | 2        |
| 3.       | Bolzano        | 1        |

### Girone scudetto
Disputato a Milano.
- Amatori Milano - Cortina - 3-2
- Amatori Milano - HC Milano 5-9
- HC Milano - Cortina 7-4

| Pos. | Squadra        | Punti |
| 1.   | HC Milano      | 4     |
| 2.   | Amatori Milano | 2     |
| 3.   | Cortina        | 0     |

 L'Hockey Club Milano vince il suo undicesimo scudetto.

Formazione Campione d'Italia: Giancarlo Bassi – Franco Balloni – Giancarlo Bucchetti – Giancarlo Bulgheroni – Ignazio Dionisi – Vincenzo Fardella – Aldo Federici – Umberto Gerli – Dino Innocenti – Franco Rossi.